# Mario Party
Mario Party es una serie de videojuegos en los que cuatro personajes del universo de Mario, controlados por personas o por la consola, compiten en un juego de tablero, utilizando dados para moverse en casillas y participando en múltiples minijuegos. Desde los comienzos de la serie hasta Mario Party 8 y Mario Party DS (ambos de 2007), los videojuegos han sido desarrollados por Hudson Soft y publicados por Nintendo, mientras que a partir de Mario Party 9 y hasta la actualidad (Super Mario Party Jamboree) el desarrollo de la serie está al mando de NDcube. Además se trata de la serie más larga de todos los spin-off de Mario.
La serie comenzó en 1998 con la aparición del primer juego, Mario Party, para Nintendo 64. Posteriormente le sucedieron la segunda y tercera entrega en 1999 y 2000 respectivamente, también en Nintendo 64. Más adelante, con la llegada de Nintendo GameCube, la serie debutó en dicha consola con Mario Party 4 en 2002. En 2003 aparece también Mario Party-e para el accesorio e-reader de Game Boy Advance. La franquicia continuó en GameCube hasta Mario Party 7 en 2005. En ese mismo año, la serie también se hace un hueco en el mercado portátil, llegando Mario Party Advance a Game Boy Advance. En 2007 llegaron las entregas Mario Party 8 y Mario Party DS en Wii y Nintendo DS respectivamente. Mario Party 9 fue anunciado en la conferencia E3 2011 para la consola Wii, lanzada para Europa el 2 de marzo de 2012. Luego en la E3 del 2014 se mostró un vídeo donde llegaría la décima entrega de Mario Party Mario Party 10, que salió en marzo del 2015 en la Wii U. En la conferencia de la E3 2016, Nintendo anunció una nueva entrega de la saga para Nintendo 3DS, llamada Mario Party: Star Rush, que salió el 13 de octubre de 2016. El 10 de noviembre de 2017 salió Mario Party: The Top 100. El 12 de junio de 2018, se presentó durante la Nintendo Direct E3 2018, el nuevo juego para Switch: Super Mario Party; entrega con la que esta franquicia entra por primera vez a la consola, volviendo con la misma temática clásica de los Mario Party (estrellas y monedas). El juego salió el 5 de octubre de 2018. El 15 de junio de 2021, se presentó durante la Nintendo Direct E3 2021, el nuevo juego para Switch: Mario Party Superstars; entrega con la que esta franquicia entra otra vez con la misma temática clásica de los primeros juegos (estrellas y monedas). El juego salió el 29 de octubre de 2021. El 18 de junio de 2024 se presentó durante el Nintendo Direct 2024, el nuevo juego para Switch: Super Mario Party Jamboree; entrega con la temática nueva y clásica de los primeros juegos (estrellas y monedas). El juego salió el 17 de octubre de 2024.

## Juegos de la saga
| Título                     | Plataforma        | Lanzamiento | Desarrollador |
| -------------------------- | ----------------- | ----------- | ------------- |
| Mario Party                | Nintendo 64       | 1998-1999   | Hudson Soft   |
| Mario Party 2              | Nintendo 64       | 1999-2000   | Hudson Soft   |
| Mario Party 3              | Nintendo 64       | 2000-2001   | Hudson Soft   |
| Mario Party 4              | Nintendo GameCube | 2002        | Hudson Soft   |
| Mario Party 5              | Nintendo GameCube | 2003        | Hudson Soft   |
| Mario Party 6              | Nintendo GameCube | 2004-2005   | Hudson Soft   |
| Mario Party Advance        | Game Boy Advance  | 2005        | Hudson Soft   |
| Mario Party 7              | Nintendo GameCube | 2005-2006   | Hudson Soft   |
| Mario Party 8              | Wii               | 2007        | Hudson Soft   |
| Mario Party DS             | Nintendo DS       | 2007        | Hudson Soft   |
| Mario Party 9              | Wii               | 2012        | NDcube        |
| Mario Party: Island Tour   | Nintendo 3DS      | 2013-2014   | NDcube        |
| Mario Party 10             | Wii U             | 2015        | NDcube        |
| Mario Party: Star Rush     | Nintendo 3DS      | 2016        | NDcube        |
| Mario Party: The Top 100   | Nintendo 3DS      | 2017-2018   | NDcube        |
| Super Mario Party          | Nintendo Switch   | 2018        | NDcube        |
| Mario Party Superstars     | Nintendo Switch   | 2021        | NDcube        |
| Super Mario Party Jamboree | Nintendo Switch   | 2024        | NDcube        |

- Nota: Algunos títulos fueron lanzados en 2 años distintos dependiendo de la región.

## Personajes jugables
| Personaje                                                                                    | 1  | 2  | 3  | 4  | 5  | 6  | Advance | 7  | 8  | DS | 9  | Island Tour | 10 | Star Rush | The Top 100 | Super | Superstars | Jamboree |
| -------------------------------------------------------------------------------------------- | -- | -- | -- | -- | -- | -- | ------- | -- | -- | -- | -- | ----------- | -- | --------- | ----------- | ----- | ---------- | -------- |
| Mario                                                                                        | Sí | Sí | Sí | Sí | Sí | Sí | Sí      | Sí | Sí | Sí | Sí | Sí          | Sí | Sí        | Sí          | Sí    | Sí         | Sí       |
| Luigi                                                                                        | Sí | Sí | Sí | Sí | Sí | Sí | Sí      | Sí | Sí | Sí | Sí | Sí          | Sí | Sí        | Sí          | Sí    | Sí         | Sí       |
| Peach                                                                                        | Sí | Sí | Sí | Sí | Sí | Sí | Sí      | Sí | Sí | Sí | Sí | Sí          | Sí | Sí        | Sí          | Sí    | Sí         | Sí       |
| Yoshi                                                                                        | Sí | Sí | Sí | Sí | Sí | Sí | Sí      | Sí | Sí | Sí | Sí | Sí          | Sí | Sí        | Sí          | Sí    | Sí         | Sí       |
| Wario                                                                                        | Sí | Sí | Sí | Sí | Sí | Sí | No      | Sí | Sí | Sí | Sí | Sí          | Sí | Sí        | Sí          | Sí    | Sí         | Sí       |
| Donkey Kong                                                                                  | Sí | Sí | Sí | Sí | Sí | No | No      | No | No | No | No | No          | Sí | Sí        | No          | Sí    | Sí         | Sí       |
| Daisy                                                                                        | No | No | Sí | Sí | Sí | Sí | No      | Sí | Sí | Sí | Sí | Sí          | Sí | Sí        | Sí          | Sí    | Sí         | Sí       |
| Waluigi                                                                                      | No | No | Sí | Sí | Sí | Sí | No      | Sí | Sí | Sí | Sí | Sí          | Sí | Sí        | Sí          | Sí    | Sí         | Sí       |
| Toad                                                                                         | No | No | No | Sí | Sí | Sí | No      | Sí | Sí | Sí | Sí | Sí          | Sí | Sí        | No          | No    | No         | Sí       |
| Shy Guy                                                                                      | No | No | No | Sí | No | No | No      | No | No | No | Sí | No          | No | No        | No          | Sí    | No         | Sí       |
| Boo                                                                                          | No | No | No | Sí | Sí | Sí | No      | Sí | Sí | No | No | Sí          | No | Sí        | No          | Sí    | No         | Sí       |
| Koopa Troopa                                                                                 | No | No | No | Sí | No | No | No      | No | No | No | Sí | No          | No | No        | No          | Sí    | No         | Sí       |
| Mini Bowser                                                                                  | No | No | No | Sí | Sí | Sí | No      | No | No | No | No | No          | No | No        | No          | No    | No         | No       |
| Bowser                                                                                       | No | No | No | Sí | No | No | No      | No | No | No | No | No          | Sí | Sí        | No          | Sí    | No         | Sí       |
| Toadette                                                                                     | No | No | No | No | No | Sí | No      | Sí | Sí | No | No | No          | Sí | Sí        | No          | No    | No         | Sí       |
| Birdo                                                                                        | No | No | No | No | No | No | No      | Sí | Sí | No | Sí | No          | No | No        | No          | No    | Sí         | Sí       |
| Huesitos                                                                                     | No | No | No | No | No | No | No      | Sí | Sí | No | No | No          | No | No        | No          | Sí    | No         | Sí       |
| Blooper                                                                                      | No | No | No | No | No | No | No      | No | Sí | No | No | No          | No | No        | No          | No    | No         | No       |
| Hermano Martillo                                                                             | No | No | No | No | No | No | No      | No | Sí | No | No | No          | No | No        | No          | Sí    | No         | No       |
| Mii                                                                                          | No | No | No | No | No | No | No      | No | Sí | No | No | No          | No | No        | No          | No    | No         | No       |
| Kamek                                                                                        | No | No | No | No | No | No | No      | No | No | No | Sí | No          | No | No        | No          | No    | No         | No       |
| Bowser Jr.                                                                                   | No | No | No | No | No | No | No      | No | No | No | No | Sí          | No | Sí        | No          | Sí    | No         | Sí       |
| Estela                                                                                       | No | No | No | No | No | No | No      | No | No | No | No | No          | Sí | Sí        | Sí          | Sí    | Sí         | Sí       |
| Spike                                                                                        | No | No | No | No | No | No | No      | No | No | No | No | No          | Sí | No        | No          | No    | No         | Sí       |
| Diddy Kong                                                                                   | No | No | No | No | No | No | No      | No | No | No | No | No          | No | Sí        | No          | Sí    | No         | No       |
| Toad Rojo                                                                                    | No | No | No | No | No | No | No      | No | No | No | No | No          | No | Sí        | No          | No    | No         | No       |
| Toad Azul                                                                                    | No | No | No | No | No | No | No      | No | No | No | No | No          | No | Sí        | No          | No    | No         | No       |
| Toad Verde                                                                                   | No | No | No | No | No | No | No      | No | No | No | No | No          | No | Sí        | No          | No    | No         | No       |
| Toad Amarillo                                                                                | No | No | No | No | No | No | No      | No | No | No | No | No          | No | Sí        | No          | No    | No         | No       |
| Goomba                                                                                       | No | No | No | No | No | No | No      | No | No | No | No | No          | No | No        | No          | Sí    | No         | Sí       |
| Topo Monty                                                                                   | No | No | No | No | No | No | No      | No | No | No | No | No          | No | No        | No          | Sí    | No         | Sí       |
| Pum Pum                                                                                      | No | No | No | No | No | No | No      | No | No | No | No | No          | No | No        | No          | Sí    | No         | No       |
| Ninji                                                                                        | No | No | No | No | No | No | No      | No | No | No | No | No          | No | No        | No          | No    | No         | Sí       |
| Pauline                                                                                      | No | No | No | No | No | No | No      | No | No | No | No | No          | No | No        | No          | No    | No         | Sí       |
| - Sí: El personaje es jugable en este juego. - No: El personaje no es jugable en este juego. |    |    |    |    |    |    |         |    |    |    |    |             |    |           |             |       |            |          |